# Linia kolejowa Rakoniewice Wąskotorowe – Krzywiń
Linia kolejowa Rakoniewice Wąskotorowe – Krzywiń – częściowo zlikwidowana wąskotorowa linia kolejowa łącząca stację Rakoniewice Wąskotorowe ze stacją Krzywiń. Linia należy do Śmigielskiej Kolei Dojazdowej.

## Historia
Linię otwarto 17. września 1900 roku. Na całej swojej długości posiadała jeden tor o rozstawie szyn wynoszącym 1000 mm. Początkowo miała charakter wyłącznie towarowy, jednak już w 1901 roku dopuszczono także ruch pasażerski.  Ze względu na zły stan infrastruktury, w lipcu 1923 zamknięto ruch towarowy i pasażerski na całej długości. We wrześniu tego samego roku, otworzono dla obu rodzajów transportu odcinek Śmigiel - Stare Bojanowo Wąskotorowe. W październiku oddano jeszcze do użytku odcinki Rakoniewice Wąskotorowe - Śmigiel oraz Stare Bojanowo Wąskotorowe - Krzywiń. W pierwszej połowie 1950 roku nastąpiła zmiana prześwitu szyn na 750 mm. W 1960 zamknięto ruch pasażerski od Rakoniewic do Wielichowa (towarowy w 1973), a w 1970 zarówno pasażerski jak i towarowy od Zglińca do Krzywinia. Lata dziewięćdziesiąte XX wieku nie były dobre dla linii. Zamknięto ruch na odcinkach: Wielichowo - Śniaty oraz Stare Bojanowo Wąskotorowe - Zgliniec, a tory pomiędzy Starym Bojanowem Wąskotorowym a Krzywiniem rozebrano. W 2001 roku PKP wycofało się z obsługi odcinka Wielichowo - Stare Bojanowo Wąskotorowe. W lipcu 2009 roku uruchomiono turystyczny ruch pasażerski na odcinku Wielichowo - Śmigiel, jednak już w sierpniu pociąg przestał kursować. Obecnie część linii jest rozebrana, a na pozostałym odcinku nie jest prowadzonych ruch.